# أراضي 48
هي الأراضي التي احتلها الكيان الصهيوني عام 1948 وتشمل كافة أراضي فلسطين باستثناء الضفة الغربية وقطاع غزة.

## التسمية
بسبب رفض الأمة العربية والإسلامية الاعتراف بدولة إسرائيل فنشأ مصطلح “أراضي 48” بدلاً من مصطلح “دولة إسرائيل” ليصف الأراضي المحتلة عام 1948.
ولم يتم الاعتراف بدولة إسرائيل حتى عام 1978 عندما تم توقيع اتفاقية كامب ديفيد حيث اعترفت مصر بإسرائيل
ثم في عام 1993 اعترفت منظمة التحرير الفلسطينية بدولة إسرائيل
ثم في عام 1994 اعترفت الأردن بدولة إسرائيل وبدأت الدول العربية بالتطبيع.
مساحة اراضي 1948
مساحة اراضي 1967 الفلسطينية
مساحة ارض الجولان
مساحة شبعا
مساحة ما هو تحت سيطرة اسرائيل